# ملیسا ارتورک
ملیسا ارتورک (انگلیسی: Melisa Ertürk؛ زادهٔ ۹ اوت ۱۹۹۳) بازیکن فوتبال اهل ترکیه است.
از باشگاه‌هایی که در آن بازی کرده‌است می‌توان به اشاره کرد.
وی همچنین در تیم‌های ملی فوتبال Turkey women's national under-17 football team, Turkey women's national under-19 football team، و زنان ترکیه بازی کرده‌است.